# Conca dei Marini
Conca dei Marini (Conca r"e Marine in campano) è un comune italiano di 637 abitanti della provincia di Salerno in Campania, parte della Costiera amalfitana.
È dopo Atrani, il comune meno esteso della Campania. Assieme a tutta la Costa d'Amalfi, il territorio comunale dal 1997 è stato dichiarato dall'UNESCO Patrimonio dell'umanità.

## Geografia fisica

### Territorio
- Classificazione sismica: zona 3 (sismicità bassa), Ordinanza PCM. 3274 del 20/03/2003.

### Clima
La stazione meteorologica più vicina è quella di Amalfi. In base alla media trentennale di riferimento 1961-1990, la temperatura media del mese più freddo, gennaio, si attesta a +10,7 °C; quella del mese più caldo, agosto, è di +26,8 °C.
Le precipitazioni medie annue superano i 1.700 mm, distribuite mediamente in 96 giorni, e presentano un minimo estivo, un picco in autunno-inverno ed un massimo secondario in primavera.

## Toponimo
Probabilmente deve il suo nome alla specifica conformazione geografica a forma di conca. 
L'aggiunta della denominazione "Marini", quindi "Conca Marini", per sottolineare la vicinanza al mare e l'antico ruolo svolto dai marinai che vi abitavano, all'epoca molto numerosi ed esperti delle tecniche della navigazione (tanto che il paese è tutt'ora definito "città dei naviganti"), avvenne solamente dopo l'Unità d'Italia (1861), per identificarla univocamente rispetto ad altri comuni italiani omonimi.
Infine, in occasione della temporanea unione con Furore, con il regio decreto del 6 settembre 1928, n. 2202, ha assunto ufficialmente il nome attuale di "Conca dei Marini".

## Storia
Tradizionalmente le origini di Conca si fanno risalire agli etruschi, che vi fondarono un insediamento di nome Cossa, nel V secolo d.C., e, data la conformazione ripida ed irregolare dell'entroterra, i primi abitanti si dedicarono subito alle attività marittime. Nel 272 a.C. venne conquistata dai romani, che la trasformarono in colonia; il piccolo borgo marinaro fornì loro un cospicuo contributo nel corso della Seconda guerra punica (218-202 a.C.), per poi ribellarglisi contro durante la Guerra sociale (91-88 a.C.) e non essere più nominata, probabilmente abbandonata definitivamente al più tardi in seguito all'eruzione del Vesuvio del 79.
Dopo la caduta dell'Impero romano d'Occidente, in concomitanza con il ripopolamento della Costa d'Amalfi da parte degli abitanti dell'entroterra campano, in particolare l'Agro nocerino-sarnese, in fuga da invasioni, guerre civili, conflitti religiosi, insorgenza della malaria e impaludamento delle aree pianeggianti, sorse l'attuale centro abitato di Conca.
Divenuta una base di supporto per la vicina repubblica, poi ducato, di Amalfi, intrattenne rapporti commerciali con gli altri popoli del Mediterraneo, accrescendo ulteriormente la propria influenza in campo marinaro fino a disporre di ben 27 grandi galeoni, come attestano le cronache del tempo. In seguito all'inserimento del ducato di Amalfi all'interno della compagine del neonato Stato normanno, tra il 1071 e il 1130, il paese ebbe un momentaneo periodo di crisi, superato solo sotto la dominazione degli Svevi e degli Angioini, durante la quale riprese con maggior vigore i traffici marittimi.
Fu proprio con gli Angioini che Conca ottenne l'autonomia amministrativa da Amalfi, come testimonia l'attestazione del primo sindaco del paese, Bonaventura Spizzatortolo, nel 1270. Nel 1275 era infeudata, come anche altre terre e città in Costiera amalfitana in quel periodo, subito dopo l'avvento degli Angioini, ma non si conoscono i nomi dei suoi signori e, in ogni caso, tale situazione durò pochi anni. In Età moderna, sotto la dominazione degli Aragonesi, degli Asburgo e dei Borbone, gli scambi commerciali si estesero, consentendo così a diversi condottieri conchesi di arricchirsi e potersi elevare socialmente. I porti principali dove approdavano erano quelli di Venezia, Trieste, Costantinopoli e Smirne e più tardi anche Odessa. Proprio in quegli anni, però, cominciarono le attività piratesche dei turchi, che non solo minacciavano le navi mercantili, ma attaccavano e saccheggiavano i paesi rivieraschi. Nel giugno 1543 5 galeotte turche sbarcarono presso il capo di Conca e misero al sacco tutto il paese, profanando e spogliando di tutti i suoi arredi la chiesa di San Pancrazio martire, che rimase per più anni chiusa e interdetta. Un altro duro colpo per i conchesi fu il flagello della peste che la colpì principalmente negli anni 1528 e 1556.
Da un manoscritto anonimo del 1650 si evince lo stato del paese in quel tempo:
“Conca, ha buoni poderi, e frutti particolarmente delle soscelle, quali nella Costiera sono in stima, e si vendono bene nella città di Napoli.
L'arte più frequente di questa terra è fare calzette di seta; se ne lavorano l'anno in essa due mila paia. Vi si è introdotta anco l'arte di ritorcere le spumiglie e veli per li manti donneschi.
Vi sono anche barche e marinari da carico grande per viaggi. V'è il carico di legnami che calano da Agerola, e se ne caricano l'estate circa dieci vascelli grandi.
Questa stessa terra ha bisogno per ciascun anno circa mille e duecento tomola di grano che li vien da Salerno, e di settanta botte di vino dal Cilento.
I naturali del luogo si dilettano anche di lavorare palme (per la Domenica delle Palme), e comprati gli germogli di esse da per tutta quella Costiera, ove ne abbondano, si conferiscono a lavorarle a Napoli a tempo opportuno.”
Malgrado l'inarrestabile decadenza, il suo porto fu frequentato da mercantili ancora fino alla metà del XIX secolo e la tonnara, creata intorno al 1700, sopravvisse fino al 1956.
Nel 1861, dopo la cacciata dei Borbone di Napoli, Conca dei Marini passò al Regno d'Italia.
Nel periodo fascista, con il regio decreto n. 2202 del 6 febbraio 1928, il comune di Conca Marini fu unito a quello di Furore, ma dopo la fine della Seconda guerra mondiale, con il decreto legislativo del Capo Provvisorio dello Stato del 20 agosto 1947, n. 1038, i due comuni tornarono ad essere separati.
Attualmente la principale risorsa economica del paese è costituita dal turismo; seguono poi (seppur in tono minore rispetto al passato) la pesca e l'agricoltura, caratterizzata soprattutto dalle coltivazioni di limoni e pomodorini "del pendolo" (in napoletano "d' 'o piennolo").

### Simboli

#### Stemma
L'origine dello stemma comunale di Conca dei Marini risale al periodo angioino. Esso è formato da una corona ed uno scudo, all'interno del quale sono raffigurati 3 gigli (simbolo araldico della casa D'Angiò) in un campo blu nella parte superiore ed un vaso d'oro in un campo argenteo nella parte inferiore. I gigli angioini testimoniano lo sviluppo che Conca ha avuto durante il regno di questa dinastia.

## Monumenti e luoghi d'interesse

### Architetture religiose

#### Chiesa di San Giovanni Battista

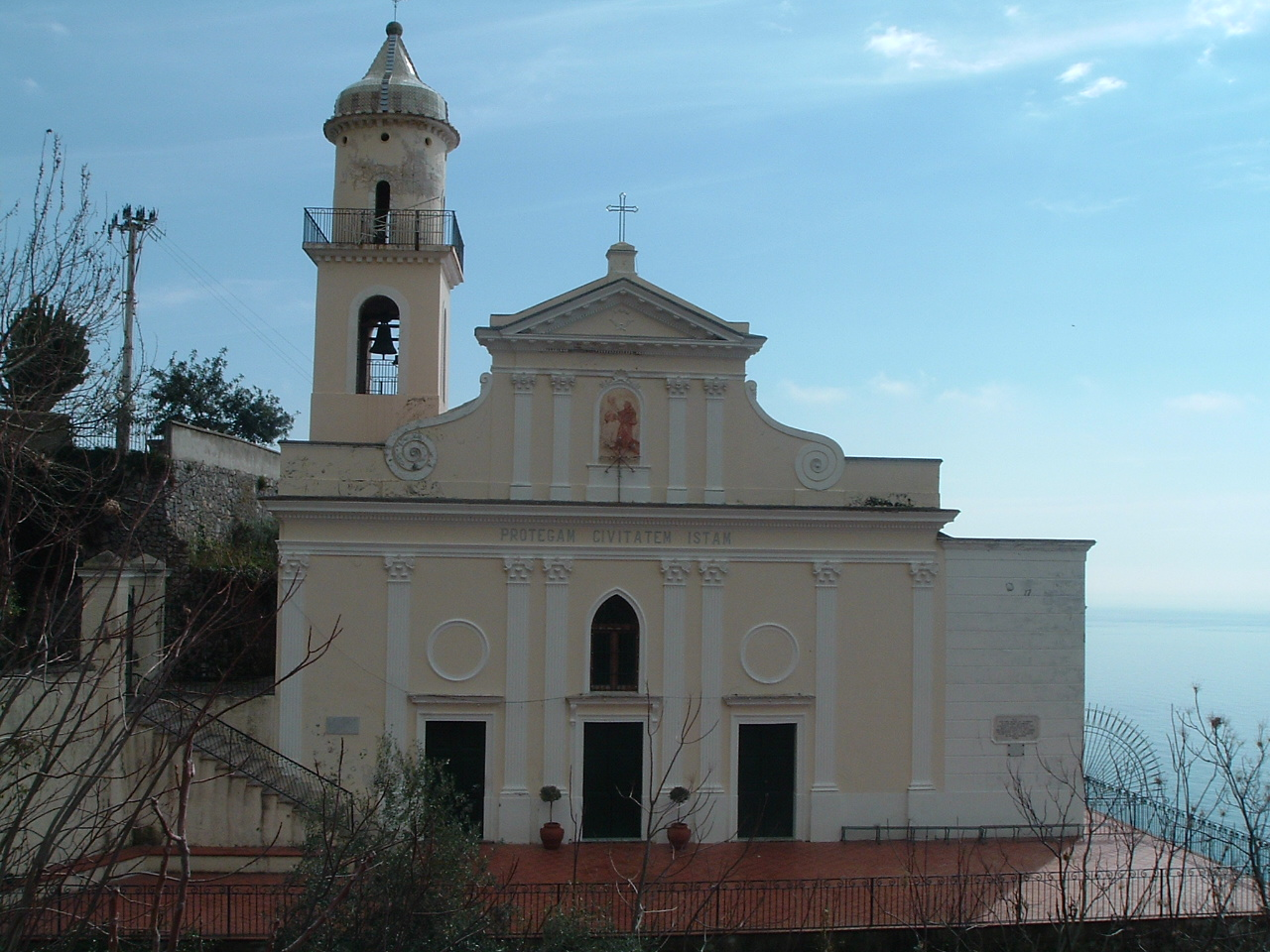
Esterno chiesa di San Giovanni Battista

La chiesa che va sotto il titolo parrocchiale di San Giovanni Battista, nota anche come chiesa di Sant'Antonio di Padova (patrono ufficiale di Conca dei Marini dal 26 dicembre 1694), è un edificio religioso di remota fondazione, di cui si ignorano le origini. Tra i documenti ufficiali, si attesta che nel 1416 un signore locale, Giacomo Sarcaya, aveva il diritto di nominare il rettore della parrocchia di San Giovanni.
La chiesa di San Giovanni Battista si erge su un'alta rupe e domina l'intero specchio d'acqua della conca e serve i fedeli del rione di Penne. La chiesa è caratterizzata da un campanile con la volta a cuspide ricoperta da piastrelle in maiolica e da una facciata barocca, che presenta un'immagine di Sant'Antonio accompagnata dalla frase latina PROTEGAM CIVITATEM ISTAM ("Proteggerò questa città") aggiunti nel restauro del 1909. L'edificio è stato restaurato per la seconda volta nel 1990, a causa del terremoto dell'Irpinia del novembre 1980.

#### Complesso monumentale Chiesa di Santa Maria di Grado e Conservatorio di Santa Rosa da Lima
Il complesso è composto da due parti: sul lato sinistro vi è la chiesa dedicata a Santa Maria di Grado, mentre su quello destro sorge il Conservatorio di Santa Rosa da Lima, un ex-monastero di suore domenicane.

#### Chiesa di San Pancrazio martire

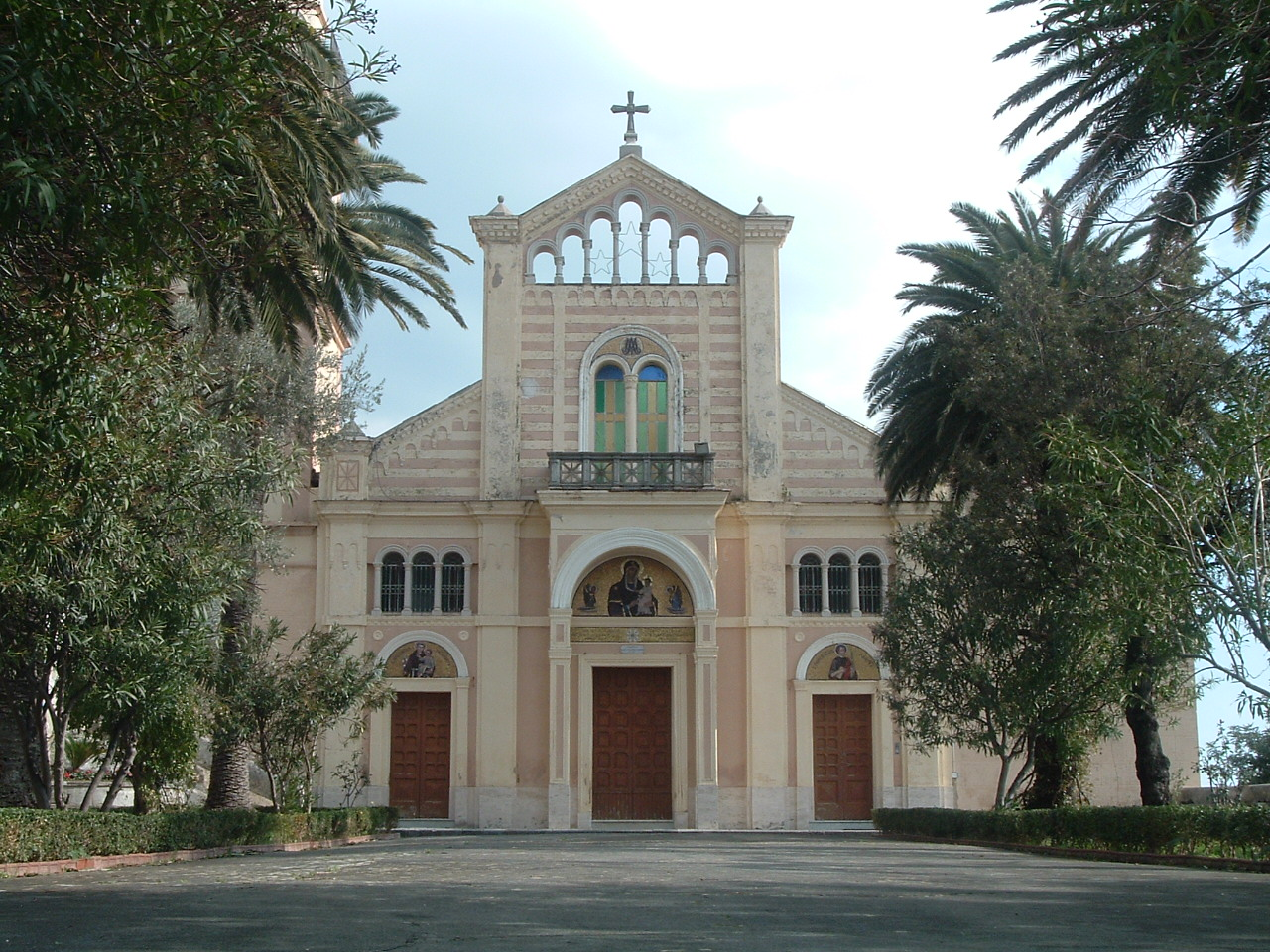
Chiesa di San Pancrazio martire

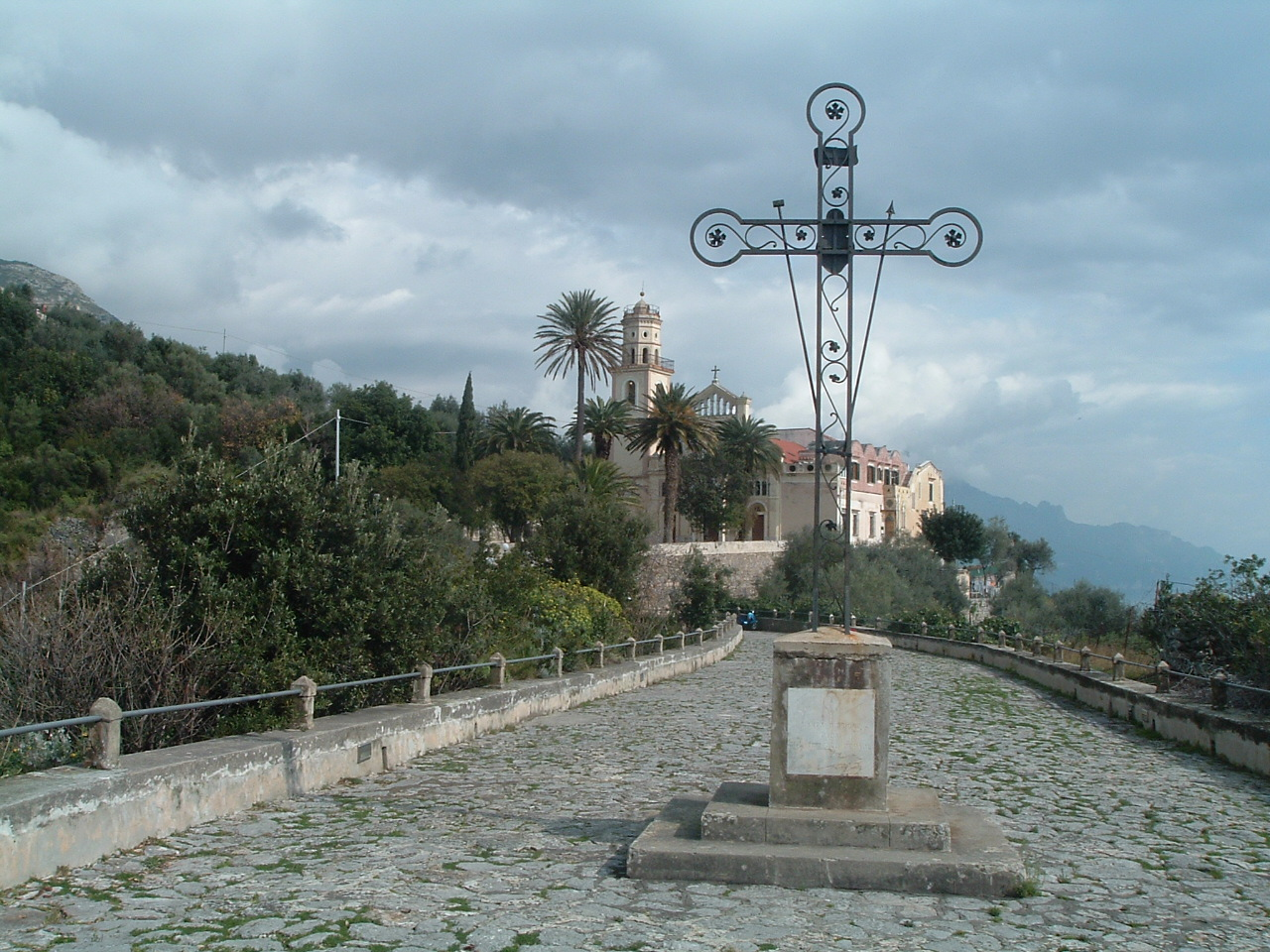
Punta Vreca

Come per la precedente chiesa, non si conoscono fonti ufficiali che attestino l'epoca esatta della fondazione della chiesa dedicata a San Pancrazio martire. Il documento storico più antico che ne fa cenno è un'attestazione risalente al 30 gennaio 1370, redatta dall'Arcivescovo di Amalfi allora in carica, Monsignor Marino, in cui si afferma che la chiesa era un patronato della famiglia Mele a partire dal 1362. Nel 1543 la chiesa di San Pancrazio venne saccheggiata da un attacco ordito dai pirati, restando inagibile per lungo tempo. Il 20 novembre 1908 subì il crollo del campanile, successivamente ricostruito.
In una splendida posizione, l'edificio religioso è circondato da un ampio cortile, su cui sono disposte due file laterali di palme davanti alle tre porte d'ingresso, al di sopra delle quali sono presenti mosaici di scuola ravennate (realizzati nel 1957) raffiguranti San Pancrazio a destra, Sant'Antonio di Padova a sinistra e al centro alla Madonna del Carmine. All'interno la chiesa è formata da tre navate e tre absidi. Le navate laterali sono sovrastate da volte a crociera e possiedono tre piccole cappelle a testa: a destra quelle dedicate a San Gaetano, alla Madonna della Neve e a Sant'Anna, e a sinistra quelle dedicate al Sacro Cuore di Gesù, al Cristo Crocifisso e a San Raffaele. Nella chiesa, inoltre, è venerata anche la Madonna del Carmelo, la quale viene celebrata con una solenne processione in occasione della festa del 16 luglio. Nei pressi della chiesa è presente un belvedere che affaccia direttamente sul mare, denominato Punta "Vreca", poiché ha la forma di una nave, sul quale sorge una croce di ferro battuto.

#### Chiesa di San Michele Arcangelo

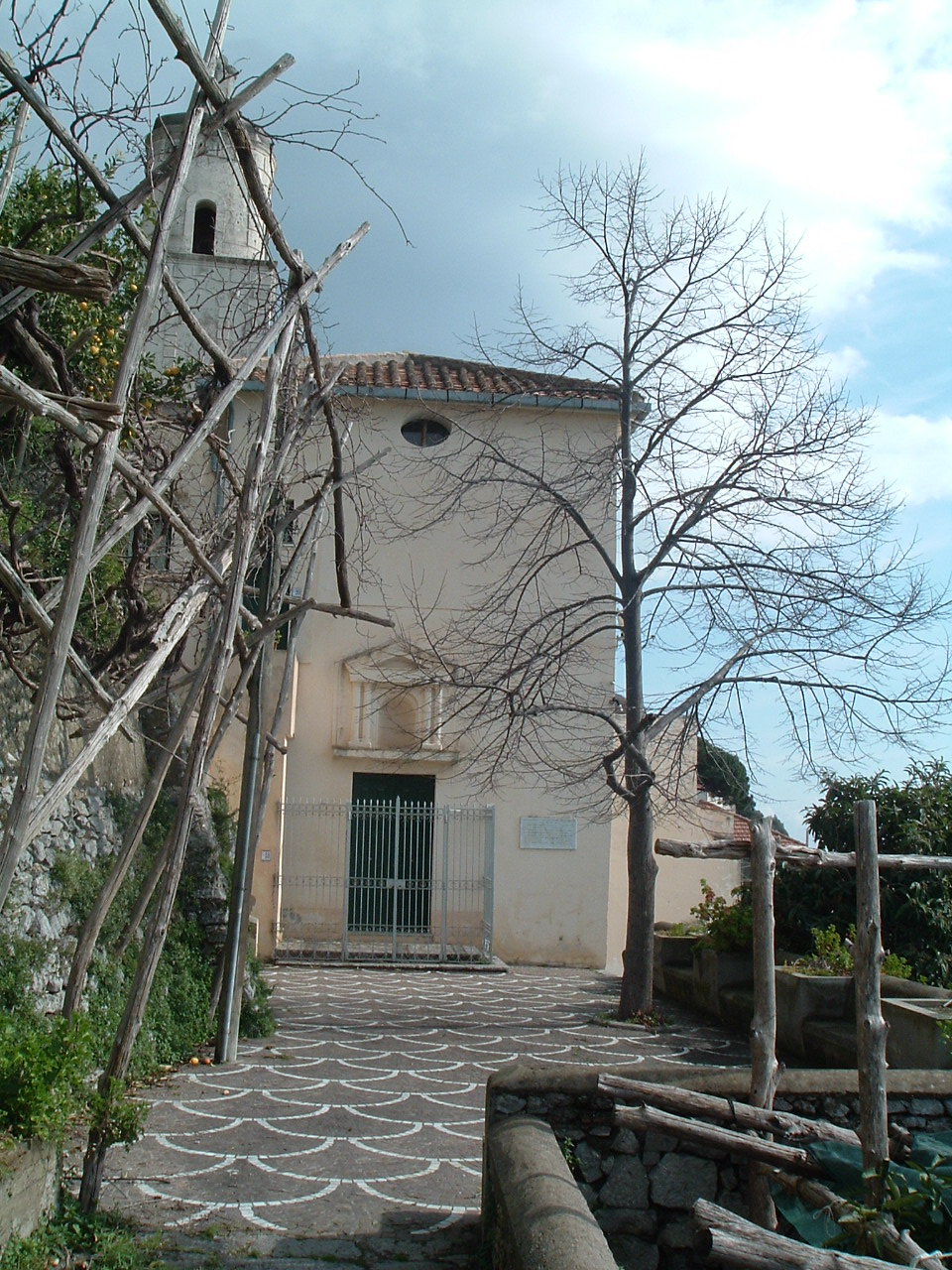
Chiesa di San Michele Arcangelo

Tra la vegetazione tipica della zona (limoni, carrubi e ulivi), in località "Penne", sorge la chiesa di San Michele Arcangelo. Anche di questo edificio religioso non si conosce la data della fondazione e la tradizione vuole che sia molto antico. In un atto notarile si apprende che la chiesa esisteva prima del 1208.
La chiesa consiste in un'aula, terminante con un'abside piatta, formata da due moduli di egual misura. Sono del Settecento l'altare maggiore, le due balaustre di marmo che dividono il presbiterio, le tele di scuola napoletana che si trovano nelle 4 cappelle laterali della prima campata, l'antico organo e il pavimento che si può vedere ormai solo nella parte absidale. Caratteristico è il piccolo pulpito ligneo.
La sacrestia fu completata nel 1824. Il campanile costituito da due registi quadrati termina nella parte superiore in una cella cilindrica con sei monofore. L'edificio ha attraversato anni di incuria, è stato oggetto di continui furti l'hanno spogliato di tutti gli arredi sacri ed è stato pesantemente colpito dal terremoto del 1980. È stato restaurato ed è attualmente riaperto al culto.

#### Cappella dell'Immacolata Concezione
Sul lato ovest della piazza principale del paese, nota come Piazza Olmo per la presenza appunto di olmi, sorge la piccola cappella gentilizia dell'Immacolata Concezione eretta sul finire del XVII secolo dalla famiglia Pandolfi. La cappella fu eretta a servizio della propria casa non lontana dalla piazza. L'aspetto è di gusto tipicamente spagnolo con il piccolo campanile a vele che domina la facciata. Il portale sovrasta tre scalini ed è affiancato sul lato destro da un'edicola votiva raffigurante la Vergine con il bambino. Il piccolo ambiente è costituito da un'aula rettangolare con volta a botte lunettata decorata con riquadri con motivi in stucco. La cappella fu sensibilmente ristrutturata nel 1895 come attesta la lapide posta sopra il portone:

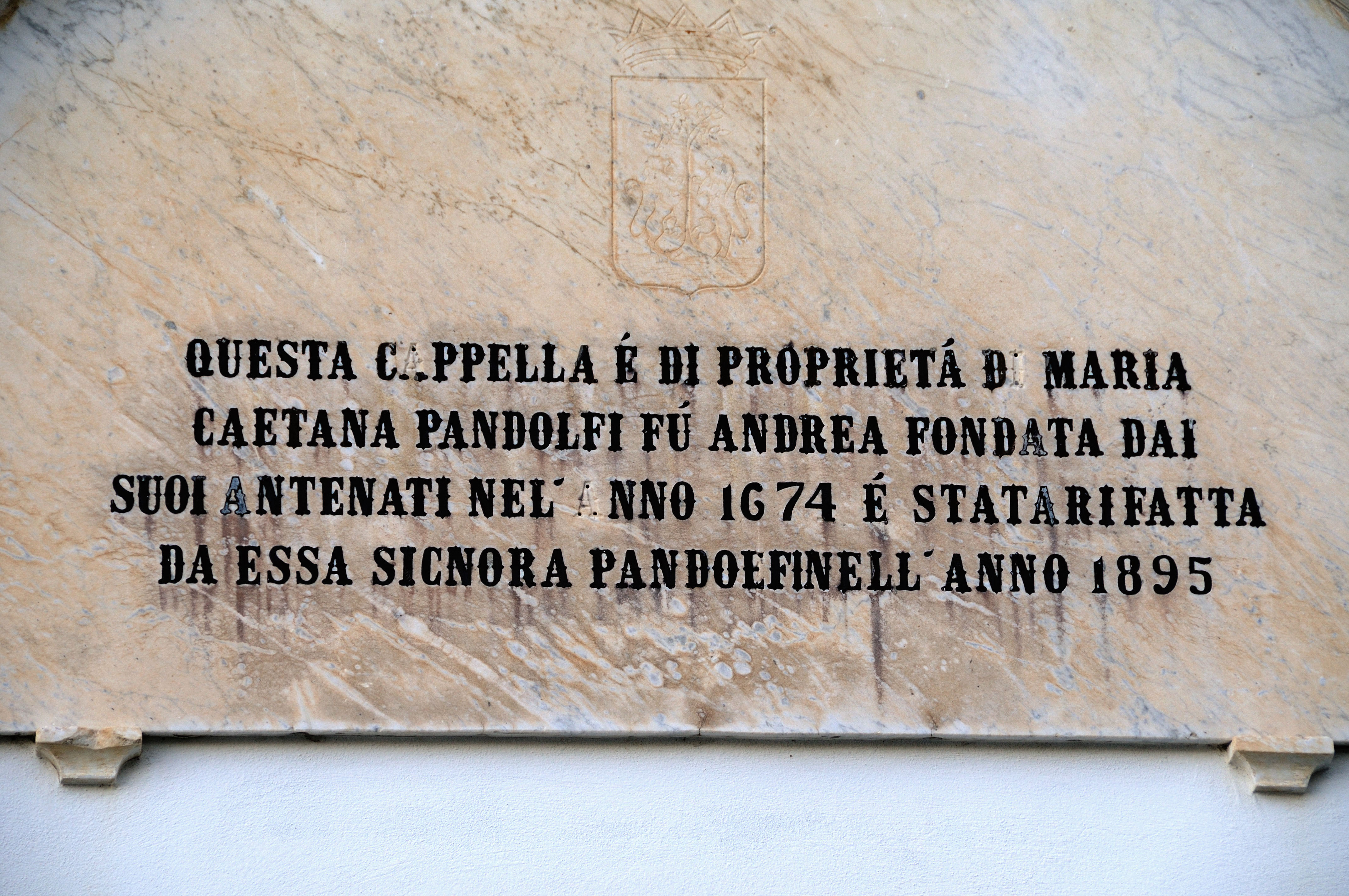

GAETANA PANDOLFI FU ANDREA FONDATA DAI

SUOI ANTENATI NELL'ANNO 1674 È STATA RIFATTA DA

ESSA SIGNORA PANDOLFI NELL'ANNO 1895»
Della fase precedente restano l'altare, l'organo, e la parte absidale decorata nelle due estremità da due medaglioni raffiguranti i santi Antonio di Padova e Domenico con al centro la tela raffigurante la Madonna racchiusa in una spessa cornice dorata. L'altare è affiancato dai due ingressi della piccola sagrestia.

#### Cappella della Madonna della Neve
A protezione dei marinai fu eretta sulla spiaggia una cappella dedicata alla Madonna della Neve. Questo luogo di culto ancora caro ai conchesi si trova incastonato nella roccia. Le sue dimensioni sono esigue e per questo motivo il 5 agosto la messa viene celebrata sulla spiaggia. La legenda racconta che l'alto rilievo che si trova sull'altare, raffigurante la Madonna con il bambino Gesù, fu trovato dai marinai di Conca su una spiaggia presso Costantinopoli, dopo il saccheggio della città da parte degli ottomani.

#### Cappella di San Cristoforo
Nel rione Penne, ai confini del paesino, si trova una cappella dedicata al santo traghettatore. Fondata intorno al 1300 e priva di particolari decorazioni, presenta sopra l’altare una nicchia decorata con un affresco.

### Architetture militari

#### Torre del Capo di Conca

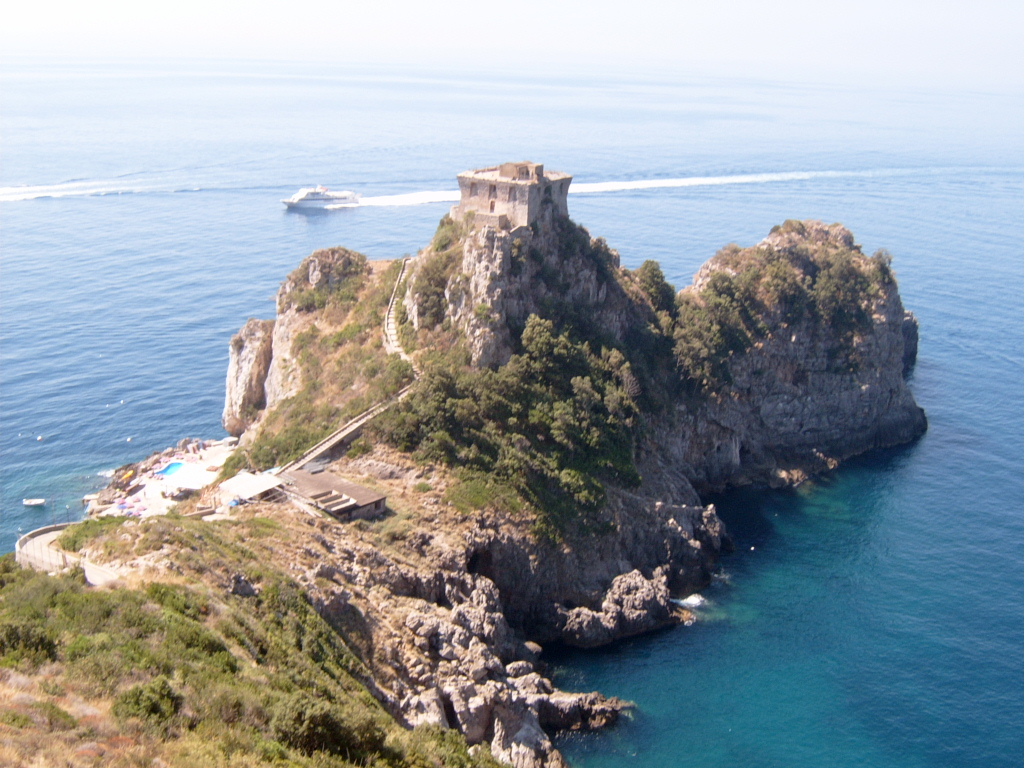
Capo di Conca con l'antica torre di guardia

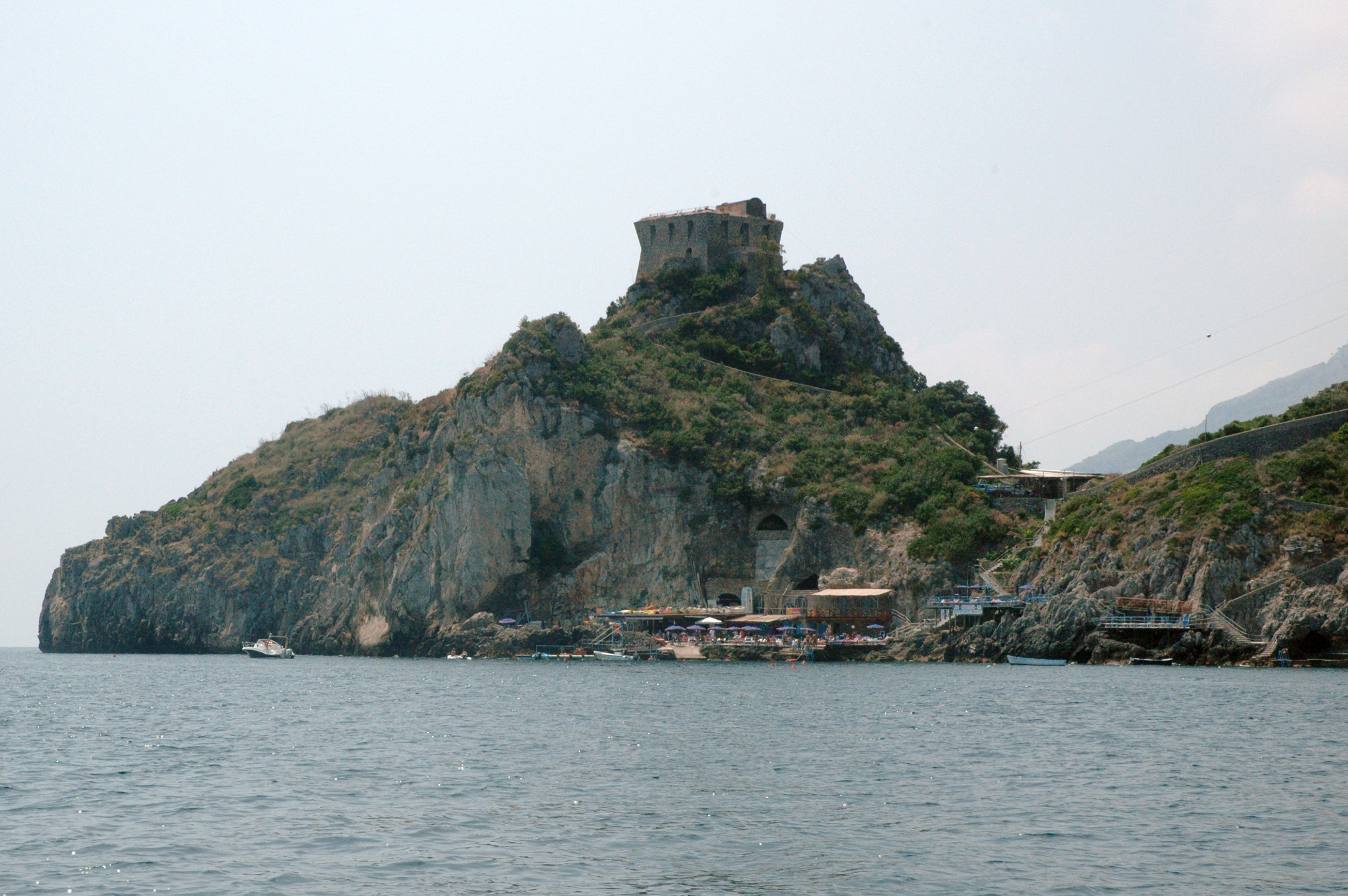
Vista sul mare

La Torre del Capo di Conca, detta anche Torre Saracena o Torre Bianca, è un'antica torre di guardia cinquecentesca che sorge sul promontorio chiamato Capo di Conca. Fu fatta costruire dal viceré di Napoli Pedro de Toledo, a difesa del territorio contro le invasioni dei Turchi. Si scelse di erigerla su pianta quadrata anziché su pianta circolare, dal momento che, a partire da Carlo V in poi, la resistenza delle torri circolari, largamente impiegate in passato, fu messa in dubbio. La torre è composta da un'unica grande sala, al di sopra della quale sono situate due stanzette riservate alle guardie. Dopo la sconfitta dei Turchi a Lepanto la torre, come molte altre, perse di importanza e fu abbandonata al suo destino e usata a scopo cimiteriale a causa della bassa mortalità. Ciò non cambiò il suo fascino: infatti si racconta che due signore americane, rimaste affascinate dal luogo, si inginocchiarono e pregarono Dio affinché fossero sepolte lì. La torre fu destinata a questo uso fino al 1949, finché fu restaurata dall'amministrazione comunale che ne è proprietaria e destinata a museo.

### Aree naturali

#### Marina di Conca

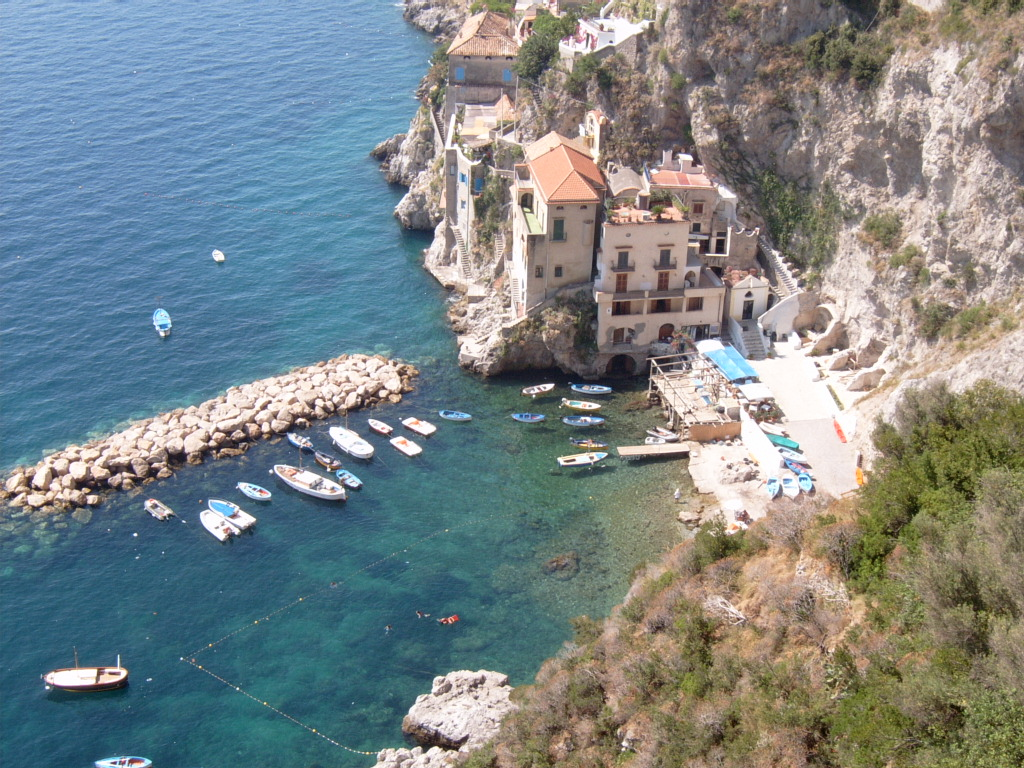
La Marina di Conca

La Marina di Conca è una piccola baia circondata da numerose casettine bianche e rappresenta il principale stabilimento balneare del paese, nonché il porto in cui attraccano tuttora le imbarcazioni dei pescatori locali. In tempi molto remoti era proprio in questa baia che si concentravano tutte le attività del paese, dalla pesca con la tonnara ai traffici marittimi; in più, qui vi era l'usanza, a partire dal XVII secolo, di eleggere pubblicamente il sindaco nel mese di agosto. Al suo interno sorge una graziosa cappella dedicata alla Madonna della Neve, cui viene celebrata una solenne festa il 5 agosto con una processione via mare. La cappella, di origine antica, fu edificata appositamente nella Marina per permettere ai marinai e ai visitatori di giungervi con notevole facilità. Vi si venera un altorilievo raffigurante la Madonna con il Bambino, proveniente dall'oriente come lascia credere l'iscrizione che reca nella parte inferiore in greco cirillico.
La Marina di Conca, inoltre, è divenuta celebre tra gli anni sessanta e gli anni settanta per aver ospitato molti personaggi famosi, tra cui spiccano Gianni Agnelli, la principessa Margaret d'Inghilterra e Jacqueline Kennedy Onassis (che nel 1962, di ritorno da una visita a Ravello, vi sostò per un bagno).
Nel maggio del 1996 la zona fu colpita da una grossa frana, dovuta al distaccamento delle pareti rocciose retrostanti; non provocò vittime, ma distrusse alcune costruzioni situate nei pressi della Marina e rese inagibile la spiaggia per sei anni. Nel 2003, invece, è stata segnalata da Legambiente tra le 11 migliori spiagge d'Italia.

## Società

### Evoluzione demografica
Abitanti censiti

### Religione
La maggioranza della popolazione è di religione cristiana di rito cattolico appartenenti all'Arcidiocesi di Amalfi-Cava de' Tirreni.

### Tradizioni e folclore

#### Feste religiose
- Festa della lingua di Sant'Antonio da Padova (15 febbraio)
- Domenica delle Palme

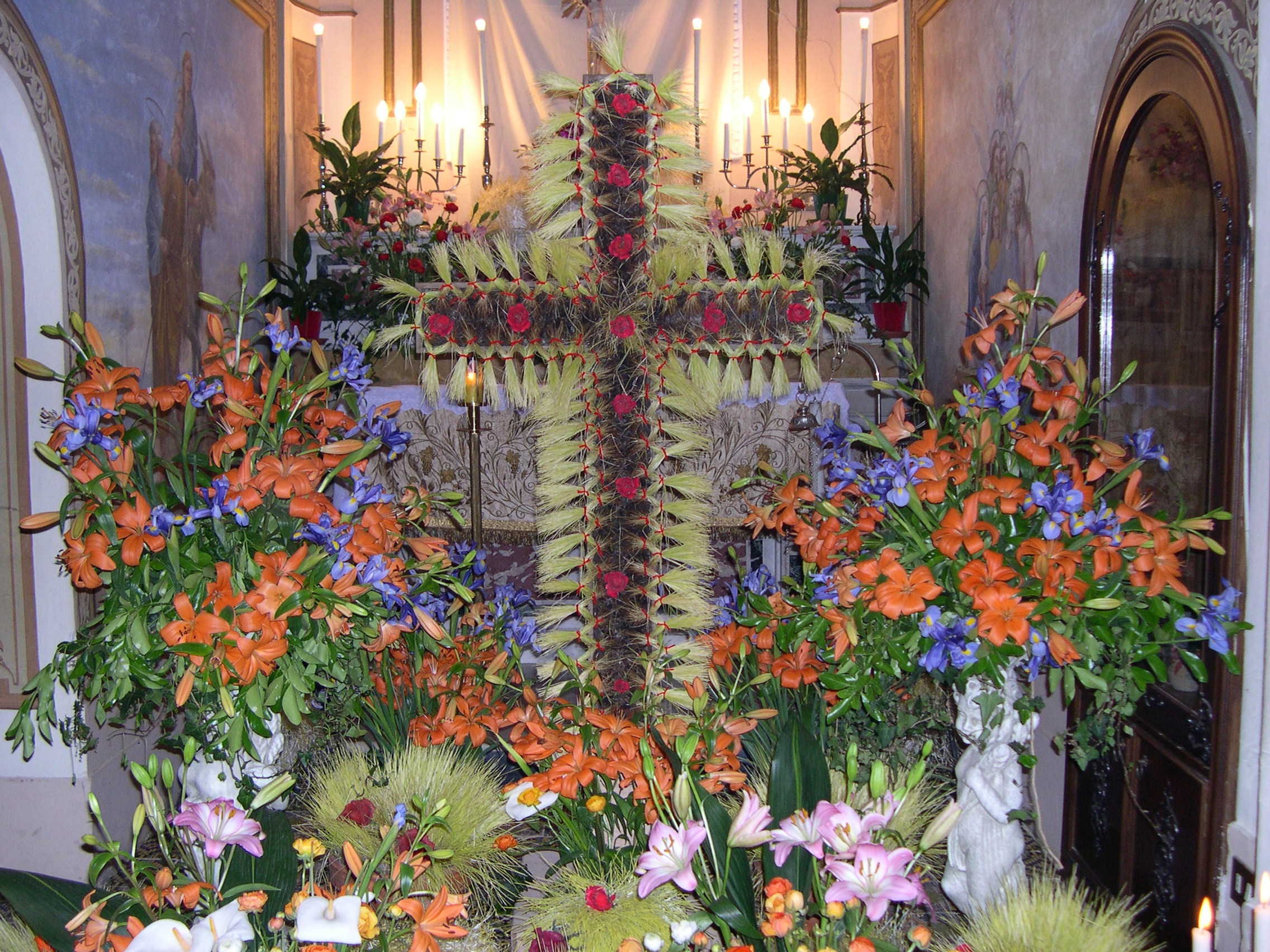
Il Santo Sepolcro della Chiesa di San Giovanni Battista dove viene adagiato il corpo di Cristo il Venerdì Santo

Il giorno della Domenica delle Palme i fedeli si recano in chiesa portando con sé foglie di palma intrecciate dette in gergo popolare il "pesce di palma" o "latr". Per poter essere intrecciate, le foglie devono essere recise da una palma che viene chiusa tutto l'anno per evitare che la foglia al suo interno cresca e che diventi verde. Ormai sono pochi quelli che conoscono questa arte. Infatti nelle loro mani la foglia prende le forme più svariate che riconducono a simboli della terra con scopo augurale. Fra i tanti simboli si possono riscontrare la spiga di grano, l'uccello, il cestino, la foglia di quercia, la pagnotta, l'ostensorio. Con le foglie che vengono tolte per poter essere lavorate si possono creare anche piccole croci che gli uomini pongono al bavero della giacca o cestini (dette panarelle) che vengono riempiti di fiori. Finita la funzione religiosa, le palme benedette vengono riportate a casa e vengono poste all'entrata dell'abitazione o nel luogo preferito, come simbolo di protezione.
- Settimana Santa (con processione del Cristo Morto il Venerdì Santo)
- Lunedì dell'Angelo

In questo giorno si venera la statua di Sant'Antonio di Padova che viene portata in processione fino alla chiesa di San Michele.
- Festa di San Pancrazio martire (12 maggio)
- Inizio della tredicina in onore di Sant'Antonio da Padova, con l'esposizione della statua e con la benedizione del pane e dei gigli (30 maggio)
- Festa patronale di Sant'Antonio da Padova (13 giugno)

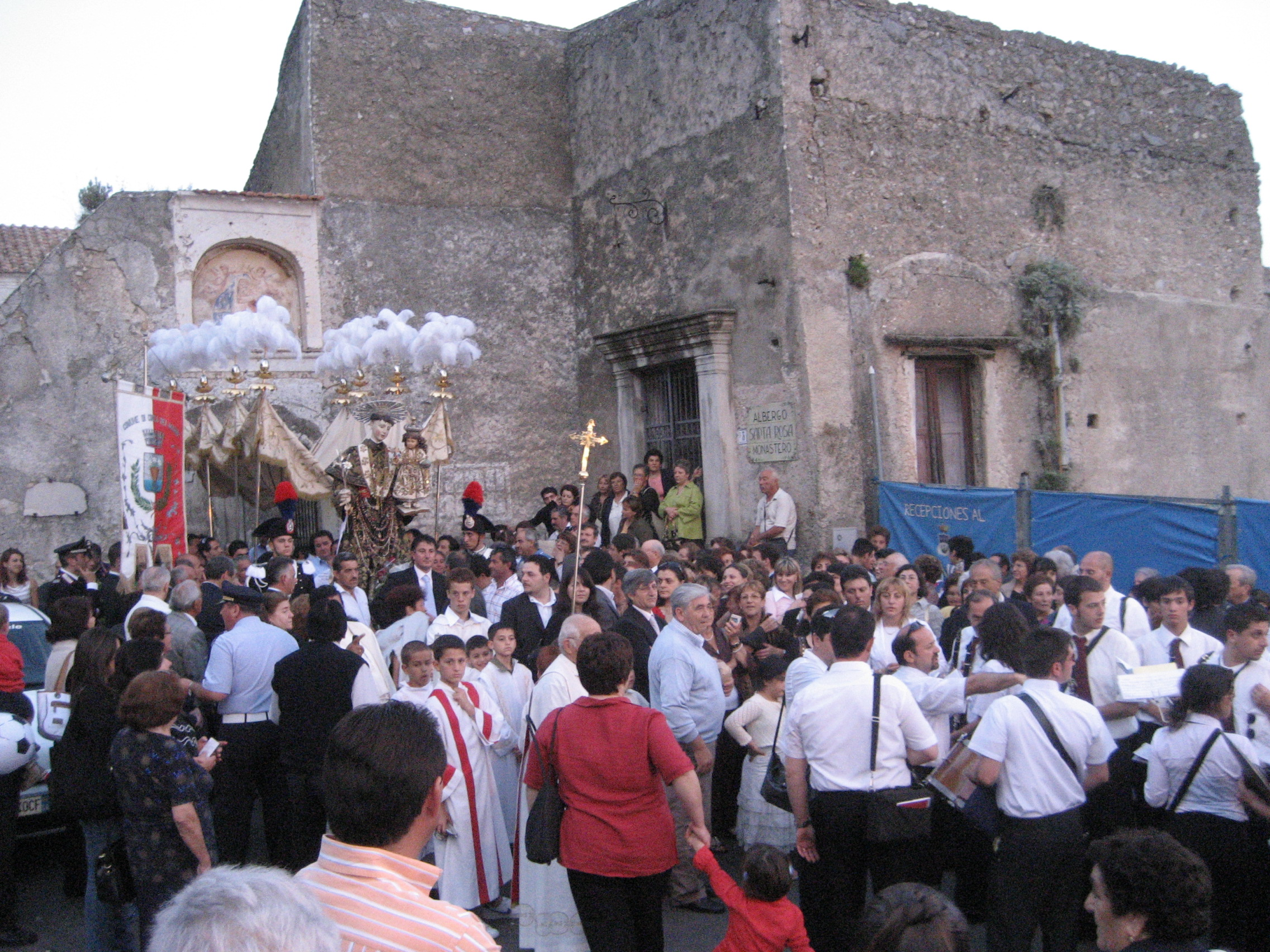
Processione della statua di Sant'Antonio da Padova, con il "baldacchino" donato dai devoti di Conca dei Marini che risiedevano a New York nel 1920, davanti al sagrato di Santa Maria di Grado

Di grande importanza per la popolazione è la festa del Santo Patrono che ogni anno il 13 giugno richiama i fedeli al Suo santuario. I devoti vengono da posti vicini come Praiano, Furore, Agerola e Amalfi ma anche da luoghi lontani. E tradizione donare tra le offerte anche oggetti preziosi, soprattutto anelli che rimandano al miracolo dell'anello perduto.
La statua, risalente al XVII, giunse a Conca nel 1692 con una solenne processione, come è narrato da don Nicola Rispolo, parroco di quell'epoca e promotore della venerazione a questo santo. Essa rappresenta un giovane glabro, in atteggiamento di estasi, e ha nella mano destra il giglio, simbolo di candore e purezza, e nell'altra un libro aperto su cui poggia il Bambino a indicare il miracolo dell'apparizione, mentre il saio, decorato con cornucopie in stile tardo barocco, rimanda all'iconografia spagnola. Venerando con fede questa effigie, molti hanno trovato protezione, e prova tangibile di questa devozione sono i tantissimi ex voto donati nei secoli dai devoti: ogni anno, nel giorno della festa, essi vengono esposti sulla statua.
Sant'Antonio fu eletto patrono del paese il 26 dicembre del 1694 con un gran fervore cittadino. Fino agli anni 80 si svolgeva il rito delle “zitelle”, un gruppo di tredici ragazze a piedi nudi, vestite di bianco e con una coroncina di edera nei capelli, dai dodici ai quindici anni che su commissione di un devoto, partivano dalla casa del miracolato o di colui che sperava di ricevere la grazia. Durante il tragitto intonavano un canto di ringraziamento se la grazia era già stata ricevuta o di lode per riceverla, e giunte sulla soglia della porta principale della chiesa si inginocchiavano e camminavano fino ai piedi della statua che viene ancora esposta sull'altare. Dopo le celebrazioni delle messe dette in onore del Santo, viene distribuito il pane benedetto ai fedeli, offerto da un miracolato, a indicare il miracolo del Santo che fece risuscitare il bambino annegato. All'inizio della tredicina (i tredici giorni che precedono la festa che culmina in una solenne processione che attraversa le strade del paese), insieme al pane vengono distribuiti i petali benedetti dei gigli essiccati che fungono da talismani protettivi contro le avversità. 
- Festa di San Giovanni Battista (24 giugno)

Viene celebrata la nascita di San Giovanni Battista con una solenne processione con la cinquecentesca statua che parte dalla chiesa a lui dedicata e arriva fino a Piazza Olmo, la piazza principale del paese e fuochi d'artificio.
- Festa della Beata Vergine Maria del Monte Carmelo (16 luglio)

con una processione che parte dalla chiesa di san Pancrazio martire e fuochi d'artificio.
- Festa della Madonna della Neve (5 agosto)

La marina di Conca festeggia la Madonna della Neve che viene considerata protettrice dei pescatori. Dopo la Santa Messa celebrata sulla spiaggia, inizia una lunga processione in mare sulle imbarcazioni tipiche dei pescatori. Si arriva ad Amalfi e si ritorna indietro fino al Fiordo di Furore per poi ritornare sulla spiaggia di Conca.
- Festa della Madonna Assunta (15 agosto)

Nella chiesa di Santa Maria di Grado si venera una piccola statua raffigurante la Madonna, che viene portata in processione per un breve tratto, fino al palazzo del Municipio
- Festa di Santa Rosa da Lima (23 agosto)
- Festa di San Michele Arcangelo (29 settembre)
- Festa del patrocinio della Madonna del Carmine (terza domenica di novembre)
- Festa dell'Immacolata Concezione (8 dicembre)

Con la festa dell'Immacolata Concezione nel paese si apre il periodo natalizio. La processione, allietata dalla zampogna e dalla ciaramella, con la piccola statua dell'Immacolata Concezione parte dalla cappella a lei dedicata, situata in piazza Olmo, per arrivare nella chiesa di Santa Maria di Grado dove avviene la Messa.

#### Manifestazioni passate

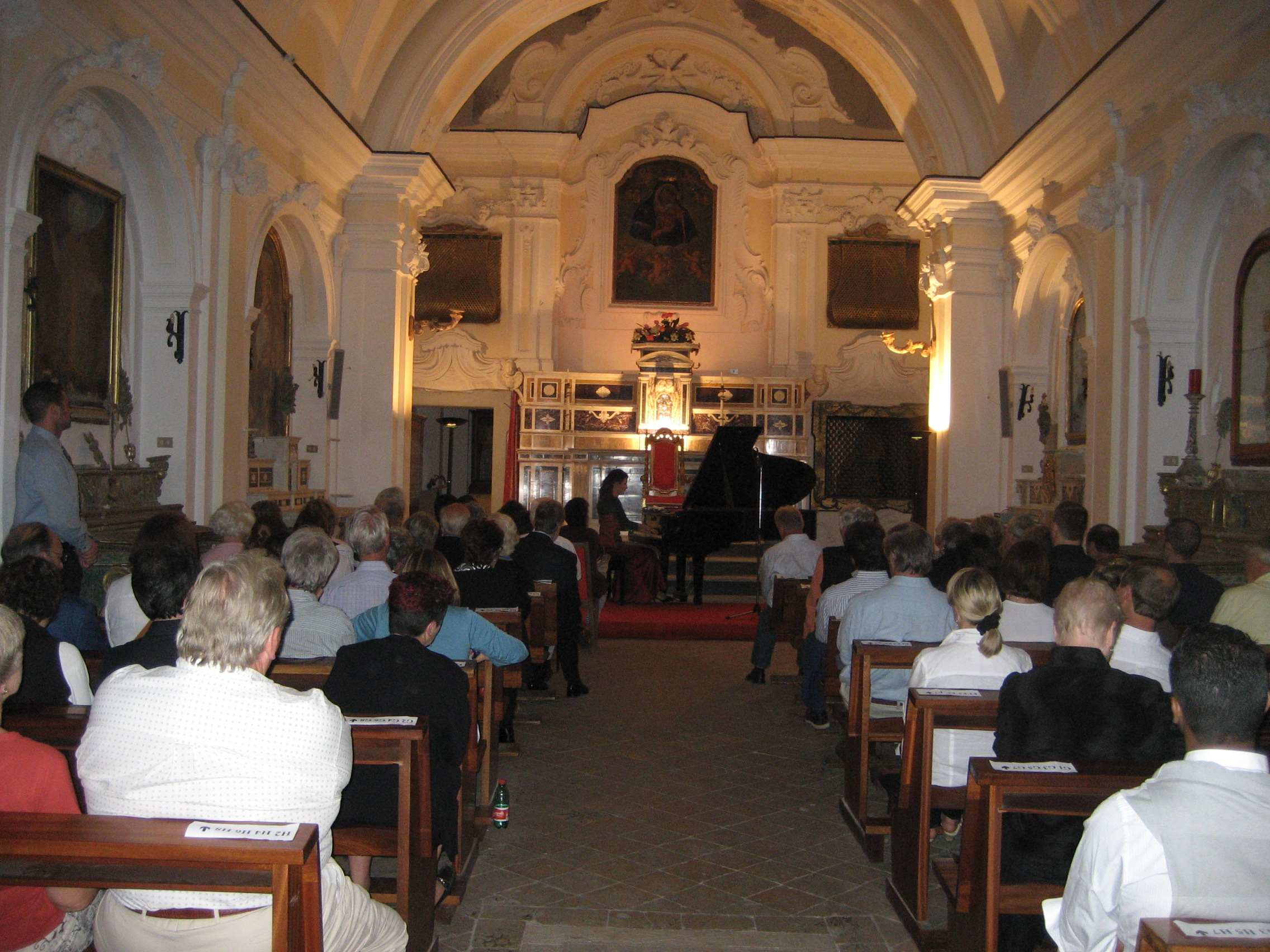
Chamber Music on the Amalfi Coast

- Chamber Music on the Amalfi Coast (2004-2009, da luglio a settembre): serie di concerti di musica classica da camera eseguiti nella chiesa del Monastero di Santa Rosa.
- Conca Porte Aperte (2006-2010, da fine luglio a fine agosto): insieme di spettacoli di vario genere, che spaziano dalla musica popolare al cinema (con proiezione di film in collaborazione con Rai Trade). All'interno della manifestazione è presente il Premio Santa Rosa, destinato a personaggi che si sono particolarmente distinti nel loro campo. I premiati delle 3 edizioni sono stati: nel 2006 Andrea Carrano, professore; nel 2007 Alfonso Pecoraro Scanio, già Ministro dell'Ambiente; nel 2008 Antonio Gambardella, ingegnere e Capo del Corpo Nazionale dei Vigili del Fuoco in carica.

### Leggende e superstizioni
- Sant'Andrea Apostolo

La legenda vuole che quando le spoglie di Sant'Andrea giunsero da Costantinopoli per aspettare le ultimazioni della cripta e che si calmasse la situazione che era succeduta in seguito alla IV crociata, il cardinale Pietro Capuano, legato pontificio fece nascondere le reliquie a Conca dei Marini, dove la repubblica d'Amalfi aveva il suo porto. I documenti dell'epoca non specificano esattamente, infatti dicono che furono custudite "in loco celebri", ma si pensa che il corpo dell'apostolo venne tumulato per un periodo di circa due anni nella cappella della Madonna della Neve.
- Le Janare[16]

Si narra che nel XVI secolo a Conca dei Marini ci fossero le streghe, dette janare. Si pensa che questo termine derivi dal latino ianua (porta) e che rimanda ai riti augurali e di superstizione che venivano fatti per proteggere la casa dal malocchio. Quindi molti vedevano queste figure come delle fattucchiere che si incontravano per i loro riti di notte. La leggenda narra che le streghe si incontrassero nel campo degli ulivi che si trova presso la chiesa di San Pancrazio martire, nella zona di "Campitiello" limitrofa alla Grotta dello Smeraldo e in località "Punta Tavola". Venivano attribuiti vari poteri a queste donne (fatture fulminanti, filtri di amore e pozioni contro il malocchio) e si cercava di tenerle lontane poiché si temeva una loro vendetta. Ma alcuni sostengono che con questo loro comportamento bizzarro riuscivano a dare sfogo ai loro impulsi sessuali nei momenti di assenza dei loro mariti, impegnati nella navigazione.
- Si narra che Giambattista Vico scrisse un sonetto per la monacazione della marchesa di Villarosa, di cui era follemente innamorato, la quale prese i voti perpetui nel monastero di Santa Rosa.

## Cultura

### Cucina
- Sfogliatella Santarosa

Si narra che la sfogliatella Santarosa sia nata per caso. Infatti, nel Settecento, le suore domenicane di clausura del Conservatorio di Santa Rosa da Lima di Conca dei Marini, che erano dedite alla preparazione del pane e di dolci, diedero vita a questo dolce di cui non immaginarono nell'immediato la fama che avrebbe avuto. Era rimasta una porzione di pasta e una delle pie suore decise di non disfarsene ma stendendola in una pirofila e ponendovi della crema fatta con semola di farina, latte e zucchero, con pezzi di frutta secca di loro produzione e amarene sciroppate, e dopo aver coperto il tutto con l'alta parte della pasta infornò il tutto nel forno caldo del pane. Quindi il primo prototipo della sfogliatella fu una torta che col tempo ha assunto la forma attuale.

## Geografia antropica
Le case di Conca sono sparse sul territorio e i nuclei abitativi si concentrano dove il territorio ha reso possibile l'insediamento. Le tecniche costruttive sono simili in tutta la zona costiera e dimostrano, con un'architettura semplice, quali erano le esigenze principali della vita contadina. Ogni famiglia infatti aveva un'economia dove tutto veniva prodotto e consumato ed erano pochi i beni di consumo che venivano acquistati mediante il baratto, data la mancanza del denaro. Le case tipiche, quelle rustiche e non, si sviluppano su due livelli, conformandosi con l'andamento del terreno. Al primo livello vi erano i locali per le attività rustiche (allevamento di animali da cortile, ripostiglio per gli attrezzi agricoli, cantine data l'ottima temperatura per conservare il vino, il pozzo nero e cisterne per conservare l'acqua piovana) e che servivano per isolare la casa dal terreno. Sono locali non molto profondi rispetto a quelli del livello superiore il quale viene elevato grazie ad alte e possenti volte a botte e sono sempre preceduti da un atrio coperto con archi i quali reggono la loggia del secondo piano. Per accedere a quest'ultimo bisogna percorrere una scala esterna. Le stanze di questo piano si affacciano tutte sulla loggia e poche sono quelle retrostanti. Sono coperte da volte (a schifo, padiglione, botte o crociera) le quali sono ricoperte a loro volta da altere volte a botte per creare una camera d'aria. All'estremità del terrazzo c'è sempre un piccolo ambiente che sporge dal fabbricato, il bagno, e all'interno ha un piccolo sediolino di pietra con un foro che si collegava mediante tubi di terracotta con il pozzo nero. Naturalmente con il progresso hanno perso la loro funzione e sono solo degli elementi decorativi.

## Infrastrutture e trasporti

### Strade
- Strada statale 163 Amalfitana.
- Strada regionale 366 (di Agerola) Innesto SS 163 fino al confine della provincia.
- Strada provinciale 160 Santa Rosa-Olmo di Conca dei Marini.

## Amministrazione

### Sindaci
| Periodo        | Periodo        | Primo cittadino    | Partito                            | Carica  | Note |
| -------------- | -------------- | ------------------ | ---------------------------------- | ------- | ---- |
| 27 aprile 1997 | 13 maggio 2001 | Gaetano Frate      | centro-sinistra                    | Sindaco |      |
| 13 maggio 2001 | 28 maggio 2006 | Gaetano Frate      | lista civica                       | Sindaco |      |
| 29 maggio 2006 | 15 maggio 2011 | Luigi Criscuolo    | lista civica                       | Sindaco |      |
| 16 maggio 2011 | 5 giugno 2016  | Gaetano Frate      | lista civica Conca Democratica     | Sindaco |      |
| 5 giugno 2016  | 3 ottobre 2021 | Gaetano Frate      | lista civica Conca Democratica 2.0 | Sindaco |      |
| 4 ottobre 2021 | in carica      | Pasquale Buonocore | lista civica Uniti per Conca       | Sindaco |      |

### Altre informazioni amministrative
Le competenze in materia di difesa del suolo sono delegate dalla Campania all'Autorità di bacino regionale Destra Sele.